# BAK1
BAK1 (англ. BCL2 antagonist/killer 1) – білок, який кодується однойменним геном, розташованим у людей на короткому плечі 6-ї хромосоми. Довжина поліпептидного ланцюга білка становить 211 амінокислот, а молекулярна маса — 23 409.
| 10         |  | 20         |  | 30         |  | 40         |  | 50         |
| ---------- |  | ---------- |  | ---------- |  | ---------- |  | ---------- |
| MASGQGPGPP |  | RQECGEPALP |  | SASEEQVAQD |  | TEEVFRSYVF |  | YRHQQEQEAE |
| GVAAPADPEM |  | VTLPLQPSST |  | MGQVGRQLAI |  | IGDDINRRYD |  | SEFQTMLQHL |
| QPTAENAYEY |  | FTKIATSLFE |  | SGINWGRVVA |  | LLGFGYRLAL |  | HVYQHGLTGF |
| LGQVTRFVVD |  | FMLHHCIARW |  | IAQRGGWVAA |  | LNLGNGPILN |  | VLVVLGVVLL |
| GQFVVRRFFK |  | S          |  |            |  |            |  |            |

A: Аланін

C: Цистеїн

D: Аспарагінова кислота

E: Глутамінова кислота

F: Фенілаланін

G: Гліцин

H: Гістидин

I: Ізолейцин

K: Лізин

L: Лейцин

M: Метіонін

N: Аспарагін

P: Пролін

Q: Глутамін

R: Аргінін

S: Серин

T: Треонін

V: Валін

W: Триптофан

Задіяний у таких біологічних процесах, як апоптоз, ацетилювання, альтернативний сплайсинг. 
Білок має сайт для зв'язування з іонами металів, іоном цинку. 
Локалізований у мембрані, мітохондрії.